# Marguerite Durand-biblioteket
Marguerite Durand-biblioteket (franska: Bibliothèque Marguerite Durand) är ett bibliotek i Paris.
Marguerite Durand, grundare till tidningen La Fronde som drevs uteslutande av kvinnor under slutet av 1800-talet, grundade biblioteket som gick under hennes namn i syfte att rymma tidningens omfattande arkiv. Biblioteket öppnade år 1931 och ligger på 79 rue Nationale i Paris och är öppet för allmänheten. Det innehåller samlat material om feminism och om suffragetternas kamp för jämställdhet i Frankrike. Sammantaget innehåller samlingen fler än 25 000 böcker där en del kan dateras tillbaka till 1600-talet. Bland materialet kan nämnas  bland annat biografier, manuskript, fotografier, tidskrifter och brev. Samlingen innehåller även brevväxling mellan framstående kvinnor med omkring 4 000 dokument.